# Typhlocyba modesta
Typhlocyba modesta är en insektsart som beskrevs av Gibson 1917. Typhlocyba modesta ingår i släktet Typhlocyba och familjen dvärgstritar. Inga underarter finns listade i Catalogue of Life.